# Nannogomphus
Nannogomphus é um gênero extinto odonato em fóssil pertencente à família Gomphidae.
Estes voadores insetívoros-carnívoros viveram durante o período Jurássico na Alemanha, de 150.8 a 145.5 Ma.

## Espécies
- Nannogomphus bavaricus Handlirsch 1906
- Nannogomphus buergeri Bechly 2003
- Nannogomphus vetustus Hagen 1848